# Győrzámoly
Győrzámoly é um município da Hungria, situado no condado de Győr-Moson-Sopron. Tem 26,8 km² de área e sua população em 2015 foi estimada em 3.154 habitantes.